# Saint-Baudel
Saint-Baudel é uma comuna francesa na região administrativa do Centro, no departamento Cher. Estende-se por uma área de 29,22 km². Em 2010 a comuna tinha 256 habitantes (densidade: 8,8 hab./km²).